# Desmodorella curvispiculum
Desmodorella curvispiculum is een rondwormensoort. De wetenschappelijke naam van de soort is voor het eerst geldig gepubliceerd in 1985 door Jensen.